# Varbla (obec)
Obec Varbla (estonsky Varbla vald) je bývalá samosprávná jednotka estonského kraje Pärnumaa. Zanikla svým začleněním do obce Lääneranna (v roce 2017).

## Obyvatelstvo
Na území zrušené obce Varbla žije přibližně tisíc obyvatel v celkem 40 vesnicích Allika, Aruküla, Helmküla, Haapsi, Hõbesalu, Kadaka, Kanamardi, Kidise, Kilgi, Koeri, Korju, Kulli, Käru, Maade, Matsi, Mereäärse, Muriste, Mõtsu, Mäliküla, Nõmme, Paadrema, Paatsalu, Piha, Raespa, Raheste, Rannaküla, Rauksi, Rädi, Saare, Saulepi, Selja, Sookalda, Tamba, Tiilima, Tõusi, Täpsi, Vaiste, Varbla, Õhu a Ännikse. Správním centrem obce je vesnice Varbla, podle níž je obec pojmenována.